# 1316
Portal Geschichte | Portal Biografien | Aktuelle Ereignisse | Jahreskalender | Tagesartikel

◄ |
13. Jahrhundert |
14. Jahrhundert
| 15. Jahrhundert | ►

◄ |
1280er |
1290er |
1300er |
1310er
| 1320er | 1330er | 1340er | ►

◄◄ |
◄ |
1312 |
1313 |
1314 |
1315 |
1316
| 1317 | 1318 | 1319 | 1320 | ► | ►►
Staatsoberhäupter  · Nekrolog
| Januar | Januar | Januar | Januar | Januar | Januar | Januar | Januar |
| Kw     | Mo     | Di     | Mi     | Do     | Fr     | Sa     | So     |
| ------ | ------ | ------ | ------ | ------ | ------ | ------ | ------ |
| 1      |        |        |        | 1      | 2      | 3      | 4      |
| 2      | 5      | 6      | 7      | 8      | 9      | 10     | 11     |
| 3      | 12     | 13     | 14     | 15     | 16     | 17     | 18     |
| 4      | 19     | 20     | 21     | 22     | 23     | 24     | 25     |
| 5      | 26     | 27     | 28     | 29     | 30     | 31     |        |

| Februar | Februar | Februar | Februar | Februar | Februar | Februar | Februar |
| Kw      | Mo      | Di      | Mi      | Do      | Fr      | Sa      | So      |
| ------- | ------- | ------- | ------- | ------- | ------- | ------- | ------- |
| 5       |         |         |         |         |         |         | 1       |
| 6       | 2       | 3       | 4       | 5       | 6       | 7       | 8       |
| 7       | 9       | 10      | 11      | 12      | 13      | 14      | 15      |
| 8       | 16      | 17      | 18      | 19      | 20      | 21      | 22      |
| 9       | 23      | 24      | 25      | 26      | 27      | 28      | 29      |

| März | März | März | März | März | März | März | März |
| Kw   | Mo   | Di   | Mi   | Do   | Fr   | Sa   | So   |
| ---- | ---- | ---- | ---- | ---- | ---- | ---- | ---- |
| 10   | 1    | 2    | 3    | 4    | 5    | 6    | 7    |
| 11   | 8    | 9    | 10   | 11   | 12   | 13   | 14   |
| 12   | 15   | 16   | 17   | 18   | 19   | 20   | 21   |
| 13   | 22   | 23   | 24   | 25   | 26   | 27   | 28   |
| 14   | 29   | 30   | 31   |      |      |      |      |

| April | April | April | April | April | April | April | April |
| Kw    | Mo    | Di    | Mi    | Do    | Fr    | Sa    | So    |
| ----- | ----- | ----- | ----- | ----- | ----- | ----- | ----- |
| 14    |       |       |       | 1     | 2     | 3     | 4     |
| 15    | 5     | 6     | 7     | 8     | 9     | 10    | 11    |
| 16    | 12    | 13    | 14    | 15    | 16    | 17    | 18    |
| 17    | 19    | 20    | 21    | 22    | 23    | 24    | 25    |
| 18    | 26    | 27    | 28    | 29    | 30    |       |       |

| Mai | Mai | Mai | Mai | Mai | Mai | Mai | Mai |
| Kw  | Mo  | Di  | Mi  | Do  | Fr  | Sa  | So  |
| --- | --- | --- | --- | --- | --- | --- | --- |
| 18  |     |     |     |     |     | 1   | 2   |
| 19  | 3   | 4   | 5   | 6   | 7   | 8   | 9   |
| 20  | 10  | 11  | 12  | 13  | 14  | 15  | 16  |
| 21  | 17  | 18  | 19  | 20  | 21  | 22  | 23  |
| 22  | 24  | 25  | 26  | 27  | 28  | 29  | 30  |
| 23  | 31  |     |     |     |     |     |     |

| Juni | Juni | Juni | Juni | Juni | Juni | Juni | Juni |
| Kw   | Mo   | Di   | Mi   | Do   | Fr   | Sa   | So   |
| ---- | ---- | ---- | ---- | ---- | ---- | ---- | ---- |
| 23   |      | 1    | 2    | 3    | 4    | 5    | 6    |
| 24   | 7    | 8    | 9    | 10   | 11   | 12   | 13   |
| 25   | 14   | 15   | 16   | 17   | 18   | 19   | 20   |
| 26   | 21   | 22   | 23   | 24   | 25   | 26   | 27   |
| 27   | 28   | 29   | 30   |      |      |      |      |

| Juli | Juli | Juli | Juli | Juli | Juli | Juli | Juli |
| Kw   | Mo   | Di   | Mi   | Do   | Fr   | Sa   | So   |
| ---- | ---- | ---- | ---- | ---- | ---- | ---- | ---- |
| 27   |      |      |      | 1    | 2    | 3    | 4    |
| 28   | 5    | 6    | 7    | 8    | 9    | 10   | 11   |
| 29   | 12   | 13   | 14   | 15   | 16   | 17   | 18   |
| 30   | 19   | 20   | 21   | 22   | 23   | 24   | 25   |
| 31   | 26   | 27   | 28   | 29   | 30   | 31   |      |

| August | August | August | August | August | August | August | August |
| Kw     | Mo     | Di     | Mi     | Do     | Fr     | Sa     | So     |
| ------ | ------ | ------ | ------ | ------ | ------ | ------ | ------ |
| 31     |        |        |        |        |        |        | 1      |
| 32     | 2      | 3      | 4      | 5      | 6      | 7      | 8      |
| 33     | 9      | 10     | 11     | 12     | 13     | 14     | 15     |
| 34     | 16     | 17     | 18     | 19     | 20     | 21     | 22     |
| 35     | 23     | 24     | 25     | 26     | 27     | 28     | 29     |
| 36     | 30     | 31     |        |        |        |        |        |

| September | September | September | September | September | September | September | September |
| Kw        | Mo        | Di        | Mi        | Do        | Fr        | Sa        | So        |
| --------- | --------- | --------- | --------- | --------- | --------- | --------- | --------- |
| 36        |           |           | 1         | 2         | 3         | 4         | 5         |
| 37        | 6         | 7         | 8         | 9         | 10        | 11        | 12        |
| 38        | 13        | 14        | 15        | 16        | 17        | 18        | 19        |
| 39        | 20        | 21        | 22        | 23        | 24        | 25        | 26        |
| 40        | 27        | 28        | 29        | 30        |           |           |           |

| Oktober | Oktober | Oktober | Oktober | Oktober | Oktober | Oktober | Oktober |
| Kw      | Mo      | Di      | Mi      | Do      | Fr      | Sa      | So      |
| ------- | ------- | ------- | ------- | ------- | ------- | ------- | ------- |
| 40      |         |         |         |         | 1       | 2       | 3       |
| 41      | 4       | 5       | 6       | 7       | 8       | 9       | 10      |
| 42      | 11      | 12      | 13      | 14      | 15      | 16      | 17      |
| 43      | 18      | 19      | 20      | 21      | 22      | 23      | 24      |
| 44      | 25      | 26      | 27      | 28      | 29      | 30      | 31      |

| November | November | November | November | November | November | November | November |
| Kw       | Mo       | Di       | Mi       | Do       | Fr       | Sa       | So       |
| -------- | -------- | -------- | -------- | -------- | -------- | -------- | -------- |
| 45       | 1        | 2        | 3        | 4        | 5        | 6        | 7        |
| 46       | 8        | 9        | 10       | 11       | 12       | 13       | 14       |
| 47       | 15       | 16       | 17       | 18       | 19       | 20       | 21       |
| 48       | 22       | 23       | 24       | 25       | 26       | 27       | 28       |
| 49       | 29       | 30       |          |          |          |          |          |

| Dezember | Dezember | Dezember | Dezember | Dezember | Dezember | Dezember | Dezember |
| Kw       | Mo       | Di       | Mi       | Do       | Fr       | Sa       | So       |
| -------- | -------- | -------- | -------- | -------- | -------- | -------- | -------- |
| 49       |          |          | 1        | 2        | 3        | 4        | 5        |
| 50       | 6        | 7        | 8        | 9        | 10       | 11       | 12       |
| 51       | 13       | 14       | 15       | 16       | 17       | 18       | 19       |
| 52       | 20       | 21       | 22       | 23       | 24       | 25       | 26       |
| 53       | 27       | 28       | 29       | 30       | 31       |          |          |

| Januar | Januar | Januar | Januar | Januar | Januar | Januar | Januar |
| Kw     | Mo     | Di     | Mi     | Do     | Fr     | Sa     | So     |
| ------ | ------ | ------ | ------ | ------ | ------ | ------ | ------ |
| 1      |        |        |        | 1      | 2      | 3      | 4      |
| 2      | 5      | 6      | 7      | 8      | 9      | 10     | 11     |
| 3      | 12     | 13     | 14     | 15     | 16     | 17     | 18     |
| 4      | 19     | 20     | 21     | 22     | 23     | 24     | 25     |
| 5      | 26     | 27     | 28     | 29     | 30     | 31     |        |

| Februar | Februar | Februar | Februar | Februar | Februar | Februar | Februar |
| Kw      | Mo      | Di      | Mi      | Do      | Fr      | Sa      | So      |
| ------- | ------- | ------- | ------- | ------- | ------- | ------- | ------- |
| 5       |         |         |         |         |         |         | 1       |
| 6       | 2       | 3       | 4       | 5       | 6       | 7       | 8       |
| 7       | 9       | 10      | 11      | 12      | 13      | 14      | 15      |
| 8       | 16      | 17      | 18      | 19      | 20      | 21      | 22      |
| 9       | 23      | 24      | 25      | 26      | 27      | 28      | 29      |

| März | März | März | März | März | März | März | März |
| Kw   | Mo   | Di   | Mi   | Do   | Fr   | Sa   | So   |
| ---- | ---- | ---- | ---- | ---- | ---- | ---- | ---- |
| 10   | 1    | 2    | 3    | 4    | 5    | 6    | 7    |
| 11   | 8    | 9    | 10   | 11   | 12   | 13   | 14   |
| 12   | 15   | 16   | 17   | 18   | 19   | 20   | 21   |
| 13   | 22   | 23   | 24   | 25   | 26   | 27   | 28   |
| 14   | 29   | 30   | 31   |      |      |      |      |

| April | April | April | April | April | April | April | April |
| Kw    | Mo    | Di    | Mi    | Do    | Fr    | Sa    | So    |
| ----- | ----- | ----- | ----- | ----- | ----- | ----- | ----- |
| 14    |       |       |       | 1     | 2     | 3     | 4     |
| 15    | 5     | 6     | 7     | 8     | 9     | 10    | 11    |
| 16    | 12    | 13    | 14    | 15    | 16    | 17    | 18    |
| 17    | 19    | 20    | 21    | 22    | 23    | 24    | 25    |
| 18    | 26    | 27    | 28    | 29    | 30    |       |       |

| Mai | Mai | Mai | Mai | Mai | Mai | Mai | Mai |
| Kw  | Mo  | Di  | Mi  | Do  | Fr  | Sa  | So  |
| --- | --- | --- | --- | --- | --- | --- | --- |
| 18  |     |     |     |     |     | 1   | 2   |
| 19  | 3   | 4   | 5   | 6   | 7   | 8   | 9   |
| 20  | 10  | 11  | 12  | 13  | 14  | 15  | 16  |
| 21  | 17  | 18  | 19  | 20  | 21  | 22  | 23  |
| 22  | 24  | 25  | 26  | 27  | 28  | 29  | 30  |
| 23  | 31  |     |     |     |     |     |     |

| Juni | Juni | Juni | Juni | Juni | Juni | Juni | Juni |
| Kw   | Mo   | Di   | Mi   | Do   | Fr   | Sa   | So   |
| ---- | ---- | ---- | ---- | ---- | ---- | ---- | ---- |
| 23   |      | 1    | 2    | 3    | 4    | 5    | 6    |
| 24   | 7    | 8    | 9    | 10   | 11   | 12   | 13   |
| 25   | 14   | 15   | 16   | 17   | 18   | 19   | 20   |
| 26   | 21   | 22   | 23   | 24   | 25   | 26   | 27   |
| 27   | 28   | 29   | 30   |      |      |      |      |

| Juli | Juli | Juli | Juli | Juli | Juli | Juli | Juli |
| Kw   | Mo   | Di   | Mi   | Do   | Fr   | Sa   | So   |
| ---- | ---- | ---- | ---- | ---- | ---- | ---- | ---- |
| 27   |      |      |      | 1    | 2    | 3    | 4    |
| 28   | 5    | 6    | 7    | 8    | 9    | 10   | 11   |
| 29   | 12   | 13   | 14   | 15   | 16   | 17   | 18   |
| 30   | 19   | 20   | 21   | 22   | 23   | 24   | 25   |
| 31   | 26   | 27   | 28   | 29   | 30   | 31   |      |

| August | August | August | August | August | August | August | August |
| Kw     | Mo     | Di     | Mi     | Do     | Fr     | Sa     | So     |
| ------ | ------ | ------ | ------ | ------ | ------ | ------ | ------ |
| 31     |        |        |        |        |        |        | 1      |
| 32     | 2      | 3      | 4      | 5      | 6      | 7      | 8      |
| 33     | 9      | 10     | 11     | 12     | 13     | 14     | 15     |
| 34     | 16     | 17     | 18     | 19     | 20     | 21     | 22     |
| 35     | 23     | 24     | 25     | 26     | 27     | 28     | 29     |
| 36     | 30     | 31     |        |        |        |        |        |

| September | September | September | September | September | September | September | September |
| Kw        | Mo        | Di        | Mi        | Do        | Fr        | Sa        | So        |
| --------- | --------- | --------- | --------- | --------- | --------- | --------- | --------- |
| 36        |           |           | 1         | 2         | 3         | 4         | 5         |
| 37        | 6         | 7         | 8         | 9         | 10        | 11        | 12        |
| 38        | 13        | 14        | 15        | 16        | 17        | 18        | 19        |
| 39        | 20        | 21        | 22        | 23        | 24        | 25        | 26        |
| 40        | 27        | 28        | 29        | 30        |           |           |           |

| Oktober | Oktober | Oktober | Oktober | Oktober | Oktober | Oktober | Oktober |
| Kw      | Mo      | Di      | Mi      | Do      | Fr      | Sa      | So      |
| ------- | ------- | ------- | ------- | ------- | ------- | ------- | ------- |
| 40      |         |         |         |         | 1       | 2       | 3       |
| 41      | 4       | 5       | 6       | 7       | 8       | 9       | 10      |
| 42      | 11      | 12      | 13      | 14      | 15      | 16      | 17      |
| 43      | 18      | 19      | 20      | 21      | 22      | 23      | 24      |
| 44      | 25      | 26      | 27      | 28      | 29      | 30      | 31      |

| November | November | November | November | November | November | November | November |
| Kw       | Mo       | Di       | Mi       | Do       | Fr       | Sa       | So       |
| -------- | -------- | -------- | -------- | -------- | -------- | -------- | -------- |
| 45       | 1        | 2        | 3        | 4        | 5        | 6        | 7        |
| 46       | 8        | 9        | 10       | 11       | 12       | 13       | 14       |
| 47       | 15       | 16       | 17       | 18       | 19       | 20       | 21       |
| 48       | 22       | 23       | 24       | 25       | 26       | 27       | 28       |
| 49       | 29       | 30       |          |          |          |          |          |

| Dezember | Dezember | Dezember | Dezember | Dezember | Dezember | Dezember | Dezember |
| Kw       | Mo       | Di       | Mi       | Do       | Fr       | Sa       | So       |
| -------- | -------- | -------- | -------- | -------- | -------- | -------- | -------- |
| 49       |          |          | 1        | 2        | 3        | 4        | 5        |
| 50       | 6        | 7        | 8        | 9        | 10       | 11       | 12       |
| 51       | 13       | 14       | 15       | 16       | 17       | 18       | 19       |
| 52       | 20       | 21       | 22       | 23       | 24       | 25       | 26       |
| 53       | 27       | 28       | 29       | 30       | 31       |          |          |

## Ereignisse

### Politik und Weltgeschehen

#### Westeuropa
- Am 5. Juni stirbt überraschend König Ludwig X. der Zänker im Schloss Vincennes an einer Fiebererkrankung und hinterlässt eine problematische Erbfolge in Frankreich und Navarra. Zum Zeitpunkt seines Todes hinterlässt er seine Tochter Johanna und seine schwangere Ehefrau Klementine von Ungarn. Ludwigs Bruder Philipp übernimmt im Juli die Regentschaft. Damit verdrängt er den dreiköpfigen Regentschaftsrat um seine Onkel Karl von Valois, Ludwig von Évreux und seinen jüngeren Bruder Karl von La Marche, den der König noch vor seinem Tod eingesetzt hat. Gleichzeitig bestreitet er Johannas Erbrecht in Frankreich, während es ihrem Onkel Odo von Burgund gelingt, seine Zustimmung für eine weibliche Erbfolge in Navarra und der Grafschaft Champagne zu erreichen.
- Am 15. November bringt die Königinwitwe den neuen König Johann I. zur Welt, für den Philipp weiterhin die Regentschaft führen soll, doch der junge König stirbt bereits vier Tage nach seiner Geburt. Philipp trifft daraufhin Vorbereitungen, sich zum König von Frankreich und unter Bruch seiner Abmachung mit Odo auch zum König von Navarra krönen zu lassen.

#### Heiliges Römisches Reich
- Mit dem Tod Hermanns II. von Lohn stirbt die Linie der Edelherren von Lohn im Mannesstamme aus. Die Herrschaft Lohn fällt an die Edelherren von Ahaus, die sie noch im selben Jahr an den münsterischen Fürstbischof Ludwig, Landgraf von Hessen, verkaufen. Da auch Geldern Rechte an der Herrschaft Lohn besitzt, kommt es ab 1319 zur Bredevoorter Fehde.
- August: In der Schlacht bei Gransee treffen während des Norddeutschen Markgrafenkrieges um die Herrschaft Stargard die Truppen der verfeindeten Kriegsparteien bei Gransee aufeinander. Dies sind auf der einen Seite die verbündeten Truppen des Fürstentums Mecklenburg, der Herrschaft Werle und des Königreichs Dänemark und auf der anderen Seite die Truppen der Mark Brandenburg. Das Reiterheer Waldemars des Großen von Brandenburg unterliegt dabei den Fußtruppen der mecklenburgisch-dänischen Allianz.
- Johann von Böhmen sieht sich gezwungen, den Hochadel in Böhmen stärker an der Macht zu beteiligen, was in einem Bürgerkrieg endet.

#### Osteuropa
- 10. Februar: Großfürst Michail von Twer, der 1315 aus der Horde mit tatarischen Hilfstruppen zurückgekehrt ist, erzwingt die Unterwerfung Nowgorods, das sich in seiner Abwesenheit mit Juri I. Daniilowitsch von Moskau verbündet hat. Juri hat Ende 1314 seinen Bruder Afanassi als Stadtfürsten eingesetzt. Nach der Niederlage des Nowgoroder Heeres bei Torschok gegen Michail müssen die Nowgoroder nunmehr ihren Fürsten ausliefern und eine hohe Entschädigung zahlen.

Die Gediminassäulen: Wappen der Gediminiden

- Vytenis, Großfürst von Litauen, stirbt nach über 20-jähriger Regierungszeit. Seine Nachfolge tritt nicht sein legitimer Sohn Žvelgaitis an, sondern sein Bruder Gediminas, unter dem Litauen zur osteuropäischen Großmacht aufsteigt. Er begründet außerdem die Dynastie der Gediminiden.

#### Asien
- Nach einem erfolglosen Putschversuch gegen Kaiser Buyantu Khan aus der Yuan-Dynastie flieht sein Neffe Qoshila aus China zu den Tschagatai. Qoshila ist gemeinsam mit seinem Bruder Toqa Timur Anführer der mongolischen Partei am chinesischen Hof, für die Buyantu zu sehr die chinesischen Interessen im Reich vertritt.

#### Urkundliche Ersterwähnungen
- Eiterbach, Küttigkofen, Schönwald, Lampenhain, Vorderheubach und Wolfshagen im Harz werden erstmals urkundlich erwähnt.

### Wissenschaft und Technik
- In Padua veröffentlicht der italienische Anatom Mondino dei Luzzi, der an der Universität Bologna lehrt, das medizinische Buch Anathomia (eine Sammlung von praktischen Sezierübungen).

### Kultur

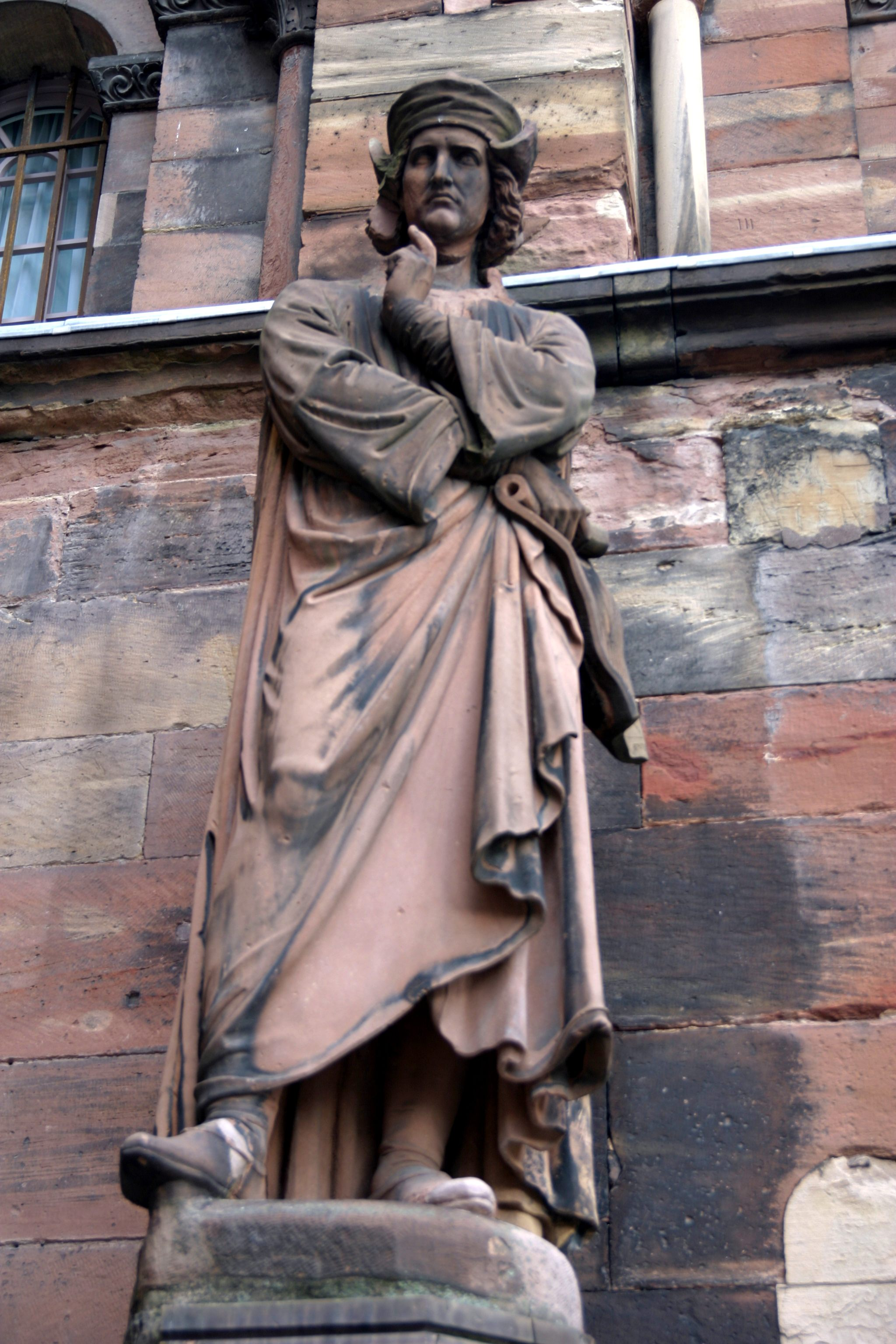
Erwin von Steinbach, Skulptur am Straßburger Münster

- Erwin von Steinbach, Leiter der Bauhütte am Straßburger Münster, wird urkundlich erwähnt (erstmals 1284 und noch einmal 1293).
- Mistro Zuchetto ist als erster Organist am Markusdom in Venedig belegt.

### Religion

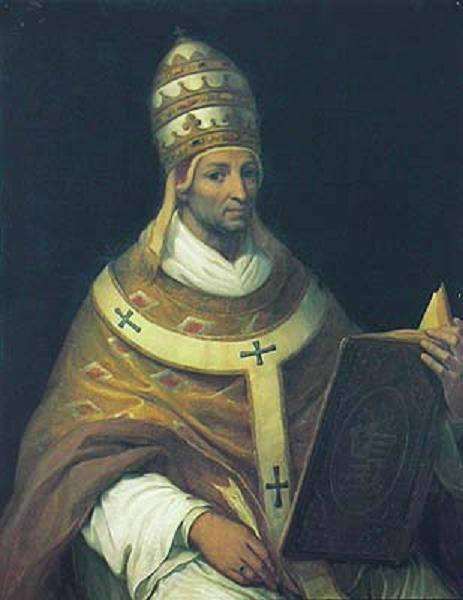
Papst Johannes XXII.

- 7. August: Nach einer Sedisvakanz von über zwei Jahren einigen sich auf dem bislang zweitlängsten Konklave der Geschichte die sechzehn französischen und acht italienischen Kardinäle auf den siebzigjährigen Jacques Duèze als Kompromisskandidaten. Der neue Papst nimmt den Namen Johannes XXII. an. Johannes residiert als erster Papst ständig in Avignon und vertritt während seines gesamten Pontifikats vorwiegend französische Interessen, womit er im Gegensatz zum Heiligen Römischen Reich und König Ludwig den Bayern gerät.
- 18. November: Die Gründung der Kongregation der Cellitinnen zur Hl. Maria erfolgt in Köln durch eine Schenkung der Eheleute Kusin. Der Orden ist primär mit der Krankenpflege befasst.
- Die St.-Georg-und-Mauritius-Kirche in Flemhude wird erstmals urkundlich erwähnt.

### Katastrophen
- Wetter: Europaweite starke Überschwemmungen. Zwischen dem 1. Mai und dem 1. September sterben allein in Ypern 2600 Menschen, 10 % der Bevölkerung aufgrund einer Hungersnot. Siehe auch: Spätmittelalterliche Agrarkrise

## Geboren

### Geburtsdatum gesichert
- 2. März: Robert II., König von Schottland († 1390)
- 11. April: Édouard I., Herr von Beaujeu und von Montpensier († 1351)

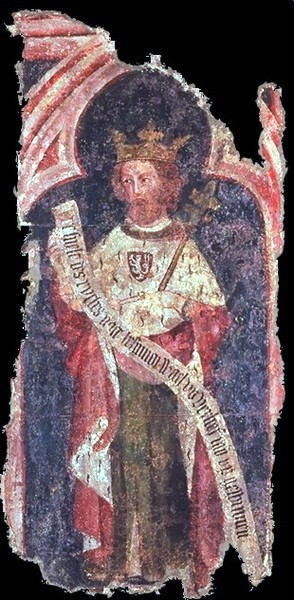
Karl IV., um 1360/70

- 14. Mai: Karl IV., Kaiser des Heiligen Römischen Reichs, König von Böhmen, König von Italien († 1378)
- 14. August: John of Eltham, englischer Prinz, Sohn von König Edward II. († 1336)
- 15. November: Johann I., König von Frankreich († 1316)

### Genaues Geburtsdatum unbekannt
- Fa Ngum, erster Herrscher des laotischen Königreiches Lan Xang († 1393)
- Friedrich, Graf von Freiburg und Landgraf im Breisgau († 1356)
- Magnus II., König von Schweden und Norwegen († 1374)
- Simeon Iwanowitsch, Großfürst von Wladimir-Moskau († 1353)

## Gestorben

### Erstes Halbjahr
- 30. Januar: Gottfried I., Pfalzgraf von Tübingen und Graf von Böblingen
- 18. Februar: Nikolaus II., Herr zu Werle (* vor 1275)
- 2. März: Marjorie Bruce, schottische Prinzessin und Mutter von Robert II. (* 1296)
- 12. März: Stefan Dragutin, König von Serbien (* um 1252)
- 25. April: Friedrich Clem, Markgraf von Meißen (* 1273)
- 19. Mai: Lüthold II. von Rötteln, Dompropst und Elekt im Bistum Basel (* 1227/28)
- 4. Mai: Rainald von Bar, Bischof von Metz
- 5. Juni: Ludwig X. („der Zänker“), König von Frankreich (* 1289)
- 7. Juni: Peter Angeli de Pontecorvo, Bischof von Olmütz
- 9. Juni: Friedrich von Plötzke, Bischof von Brandenburg
- nach dem 21. Juni: Pribislaw II., Herr des Landes Belgard
- 29. Juni: Henry Woodlock, englischer Ordensgeistlicher (* um 1250)

### Zweites Halbjahr
- 27. Juli: Theobald de Verdon, 2. Baron Verdon, englischer Adeliger (* 1278)
- 12. August: John Marshal, 2. Baron Marshal, englischer Adliger und erblicher Marshal of Ireland (* 1292)
- vor 20. September: William de Ros, 1. Baron de Ros, englischer Adeliger und Militär (* um 1255)

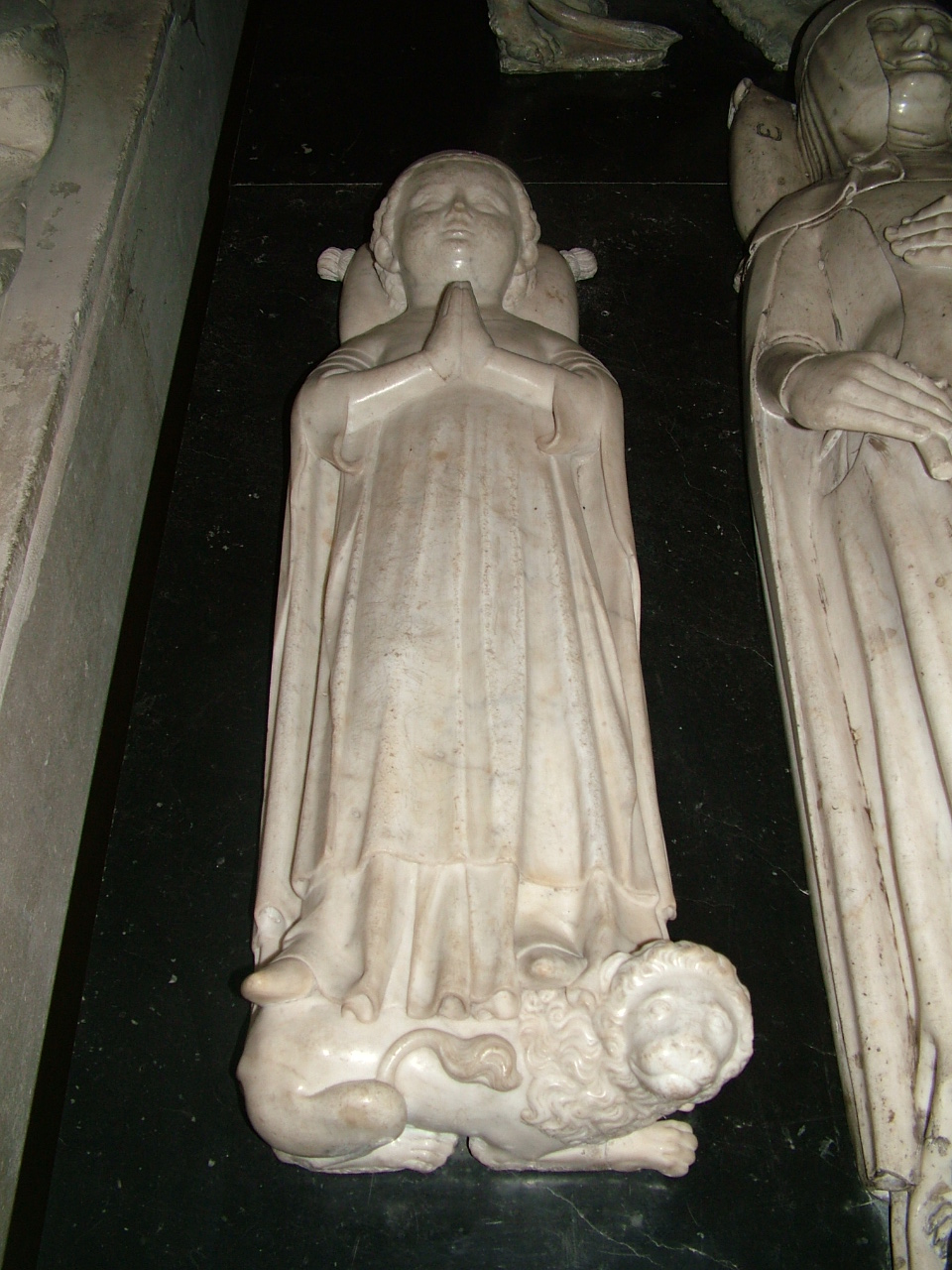
Grabmal des mit vier Tagen verstorbenen Königs Johann I. in der Basilika Saint-Denis

- 19. November: Johann I., König von Frankreich (* 1316)
- 26. November: Robert Wishart, Bischof von Glasgow und Guardian of Scotland
- vor 6. Dezember: Nicholas Audley, englischer Magnat (* 1289)
- 16. Dezember: Öldscheitü, auch bekannt als Mohammad Chodabande, Ilchan von Persien (* 1280)
- 18. Dezember: Gilbert Seagrave, Bischof von London
- 22. Dezember: Ägidius von Rom, Augustiner-Eremit (* um 1243)

### Genaues Todesdatum unbekannt
- Ala ud-Din Khalji, Sultan von Delhi
- Dino Frescobaldi, Florentiner Dichter (* 1271)
- Pietro d’Abano, italienischer Arzt, Philosoph und Astrologe (* 1250)
- Ramon Llull, katalanischer Philosoph (* 1232)
- Mechthild II. von Wohldenberg, Äbtissin des Stiftes Gandersheim
- Vytenis, Großfürst von Litauen